# James Clavell
James Dumaresq Clavell [Klevl] (10. října 1921 Sydney, Austrálie – 7. září 1994 Švýcarsko) byl anglický a australský spisovatel, scenárista, filmový producent a režisér.

## Život
Clavell se narodil v Sydney v Austrálii jako anglický občan a byl pokřtěn Charles Edmund DuMaresq de Clavelle.
Jeho otec byl důstojníkem britského Královského námořnictva, a tak Clavell vyrůstal na mnoha různých místech Britského impéria.
Po vypuknutí druhé světové války se Clavell v 19 letech (1940) přihlásil do britské armády a v řadách Královského dělostřelectva byl poslán do Malajsie bojovat proti Japoncům. Tam byl zraněn kulometnou palbou, zajat a poslán do japonského zajateckého tábora na ostrově Jáva. Později byl přemístěn do nechvalně proslulého vězení Changi v Singapuru.
Stejně jako ostatní váleční zajatci i Clavell velmi trpěl špatným zacházením ze strany japonských stráží (ve skutečnosti většina z nich byli Korejci). Jeho zážitky ze zajateckého tábora se staly základem pro jeho první román Král Krysa (vydaný v roce 1962). Je nutné podotknout, že Clavellova vlastní válečná zkušenost nijak záporně neovlivnila jeho vztah k japonské kultuře. Ve svém románu Šógun ji naopak líčí ve velmi příznivém světle.
V roce 1946 byl Clavell povýšen do hodnosti kapitána, ale nehoda na motocyklu ukončila jeho vojenskou kariéru. Poté studoval v Anglii na univerzitě v Birminghamu, kde potkal April Strideovou, herečku, s kterou se v roce 1951 oženil. Díky své ženě se začal zajímat o svět filmu a v roce 1953 se i s rodinou přestěhoval do New Yorku, kde pracoval pro televizi, a později do Hollywoodu. Tam nakonec uspěl jako scenárista s filmy Moucha (The Fly) a Watusi. Také spolunapsal klasický film Velký útěk (The Great Escape). Od roku 1959 produkoval a režíroval i své vlastní filmy.
V roce 1963 se stal naturalizovaným občanem Spojených států amerických.
James Clavell zemřel v roce 1994 ve Švýcarsku na mozkovou mrtvici v době, kdy se léčil z rakoviny.

## Dílo
Jeho dílo je velmi ovlivněno jeho pobytem v japonském zajateckém táboře, často využívá rozdílu mezi britskou a americkou kulturou. Cyklus jeho šesti románů z let 1962 až 1993 je označovaný jako Asijská sága (The Asian Saga); romány se soustředí na osudy Evropanů v Asii a obzvláště na dopady vzájemného ovlivňování dvou rozdílných kultur – východní a západní:
- Král Krysa (King Rat) – 1962, jeho nejvýznamnější dílo. Pojednává o zajatcích japonského tábora Čangi, australských, britských a amerických vojácích. Králem tábora se stává americký desátník King, který začne prodávat krysí stehýnka. Kniha je fikce s reálnými skutečnostmi a stojí na konfrontaci amerického a britského stylu života, jejich morálních hodnot.
- Šógun (Shogun) – zfilmováno
- Smršť (Whirlwind)
- Tchaj-pan (Tai-pan) – zfilmováno
- Panský dům (Noble House) – zfilmováno
- Gaidžin (Gai-jin)